# Hexatoma (Eriocera) yerburyi
Hexatoma (Eriocera) yerburyi is een tweevleugelige uit de familie steltmuggen (Limoniidae). De soort komt voor in het Oriëntaals gebied.